# ヴァーツラフ・ターリヒ
ヴァーツラフ・ターリヒ（Václav Talich, [ˈvaːtslaf ˈtalɪx], 1883年5月28日 - 1961年3月16日）は、チェコの指揮者。ターリヒはドイツ語読みであり、チェコ語読みではタリフとなる。

## 経歴
モラヴィアのクロムニェジーシュ生まれ。ヴァイオリニストで作曲もした父の教育で幼い頃からヴァイオリンを学び、10歳の時にはすでに父の所属するオーケストラでヴァイオリンを弾いていた。1897年にプラハ音楽院に入学、オタカル・シェフチークにヴァイオリンを師事した。1903年に同音楽院を卒業すると、アルトゥール・ニキシュの推薦を得てベルリン・フィルハーモニー管弦楽団のヴァイオリニストとなり、コンサート・マスターに就任した。しかしニキシュの指揮に魅了されたターリヒはその地位を辞任し、指揮者を目指した。
1904年、オデッサ市立管弦楽団でヴァイオリニストを務めながら指揮の勉強をし、同年にこのオーケストラを指揮して指揮者デビューした。これ以後は指揮に専念し、1905年から1907年までリュブリャーナ・フィルハーモニー管弦楽団の指揮者を務めた。1908年からはスロヴェニア・フィルハーモニー管弦楽団の常任指揮者となるが、その職務の合間を見ては、ライプツィヒ・ゲヴァントハウス管弦楽団の首席指揮者であったニキシュの許を訪ね、その指揮法や音楽理論を吸収していった。1912年から1915年までプルゼニュのオペラ指揮者を務めている。
ターリヒがチェコ・フィルハーモニー管弦楽団の指揮台に初めて登場したのは1908年の野外コンサートであった。1917年、1918年と相次いで指揮する機会を得、特に1918年10月30日の「スークの夕べ」で大成功を収めた。この成功により、この年のうちにチェコ・フィルの次席指揮者、翌1919年には同オーケストラの首席指揮者に就任した。ターリヒはチェコ・フィルでの職務のかたわら、プラハ音楽院で教鞭を執り、1931年から1933年にはストックホルム・フィルハーモニー管弦楽団の首席指揮者を兼務しておりプラハを一時留守にしている。さらに1935年からはプラハ国民劇場の音楽監督を務めるなど、多くの激務を抱える身となり、1941年にチェコ・フィルでの地位をラファエル・クーベリックに譲った。第二次大戦後はチェコ室内管弦楽団を創立し、またスロヴァキア・フィルハーモニー管弦楽団の首席指揮者を務めた。1961年、チェコのベロウンで死去した。
チェコ・フィルハーモニー管弦楽団を現在あるような国際的なオーケストラにまで高めたのはターリヒの功績であるといわれる。それまでヨーロッパの古い街には必ずある地方オーケストラの一つにすぎなかったチェコ・フィルは、彼の薫陶を受けてその実力を高め、著名な指揮者や独奏者が客演するようになり、聴衆の耳目を惹くようになっていった。ターリヒが指揮するチェコ・フィルの演奏するドヴォルザークを聴いたエフゲニー・ムラヴィンスキーはそのすばらしさに感嘆し、その後ドヴォルザークを演奏しなかったという。ターリヒの演奏はスラヴ風の野趣を残しながらも、ニキシュ流の明朗さと気品をもっていた。ドヴォルザーク、ヤナーチェクやスメタナの演奏の録音が残されており、耳にすることができる。
教育者としてもターリヒは優れた人材を多く輩出しており、主な弟子にカレル・アンチェル、ヴァーツラフ・ノイマン、チャールズ・マッケラスらがいる。